# Reiderland
Reiderland  è un antico comune dei Paesi Bassi dal 1º gennaio 2010 parte del comune di Oldambt, nella provincia di Groninga.